# Blitzkrieg (gruppo musicale)
I Blitzkrieg (Guerra lampo in tedesco) sono un gruppo musicale heavy metal britannico nato nel 1981.

## Storia
I Blitzkrieg si formano nei primi anni del 1980 (durante l'esplosione della NWOBHM che stava nascendo in Gran Bretagna) grazie al chitarrista Jim Sirotto ed al cantante Brian Ross. Entrambi danno vita alla band heavy metal che nel 1980 inizia con uscite live facendo da spalla a gruppi quali Saxon, Iron Maiden, Def Leppard e Motörhead.
Dopo due demo cassette (di cui una live) e un singolo, usciti tra il 1980 e il 1981, il gruppo (Jim Sirotto, Brian Ross più i tre che verranno dopo, Sean Taylor, Mick Moore, Mick Proctor) produce con la Neat Records un primo LP nel 1985 intitolato A Time of Changes, contenente 8 pezzi in stile NWOBHM come l'omonimo Blitzkrieg (eseguito nei concerti e in seguito reinterpretato per l'album Garage Inc. dai Metallica), Inferno e la title track.
Dopo l'abbandono del gruppo da parte del chitarrista Jim Sirotto, tra il 1991 e il 1998, escono altri tre dischi. Nel 2002 pubblicano Absolute Power seguito, nei due anni successivi, dalla raccolta A Time of Changes - Phase 1 e dal loro primo album dal vivo.
Nel 2005 esce Sins and Greed, seguito da Theatre of the Damned del 2007 e Back from Hell del 2013.
A novembre del 2015 hanno pubblicato A Time of Changes: 30th Anniversary Edition, una nuova registrazione del disco d'esordio.

## Formazione

### Formazione attuale
- Brian Ross – voce
- Ken Johnson – chitarra elettrica
- Alan Ross – chitarra elettrica
- Bill Baxter – basso
- Matt Graham – batteria

## Discografia
Album in studio
- 1985 – A Time of Changes
- 1995 – Unholy Trinity
- 1997 – Ten
- 1998 – The Mists of Avalon
- 2002 – Absolute Power
- 2005 – Sins and Greed
- 2007 – Theatre of the Damned
- 2013 – Back from Hell
- 2015 – A Time of Changes: 30th Anniversary Edition

Album dal vivo
- 1981 – Blitzed Alive
- 2004 – Absolutely Live

Raccolte
- 2003 – A Time of Changes - Phase 1
- 2014 – The Boys from Brazil Street: 1981 Revisited - The Archives Vol. 1
- 2015 – The Boys from Brazil Street: 1981 Revisited - The Archives Vol. 2

EP
- 1991 – 10 Years of Blitzkrieg

Singoli
- 1981 – Buried Alive

Split
- 1985 – Bursting Out/Pull the Trigger (con i Venom)

Demo
- 1980 – Demo Tape